# Liste des monuments historiques de la Côte-d'Or
Cet article recense les monuments historiques de la Côte-d'Or, en France.

## Généralités
Au 21 juillet 2025, la Côte-d'Or compte 861 édifices comportant au moins une protection au titre des monuments historiques, dont 302 sont classés et 627 sont inscrits. Le total des monuments classés et inscrits est supérieur au nombre total de monuments protégés car plusieurs d'entre eux sont à la fois classés et inscrits.
La liste suivante les recense, organisés par commune.

## Liste
La liste suivante recense les monuments historiques de la Côte-d'Or, à l'exception des trois communes en comptant le plus :
- Pour les monuments historiques de Beaune, voir la liste des monuments historiques de Beaune;
- Pour les monuments historiques de Dijon, voir la liste des monuments historiques de Dijon;
- Pour les monuments historiques de Châtillon-sur-Seine, voir la liste des monuments historiques de Châtillon-sur-Seine.

Pour des raisons de taille, la liste des autres communes est découpée en deux :
- communes débutant de A à L : Liste des monuments historiques de la Côte-d'Or (A-L) ;
- communes débutant de M à Z : Liste des monuments historiques de la Côte-d'Or (M-Z).